# Zostrià
Zostrià o Zostrianos és un llibre del Còdex VIII dels Manuscrits de Nag Hammadi (NH VIII 1-132), que l'ocupa en quasi la seva totalitat. La resta del llibre la forma la breu Carta de Pere a Felip. Zostrià és el text més llarg de tota la col·lecció de Manuscrits. També se l'anomena l'Apocalipsi de Zostrià, ja que descriu el viatge d'aquest personatge per la vida després de la mort.

## Contingut
Escrit en llengua copta, el text està molt malmès i es fa difícil la seva interpretació. Tal com fa Marsanes (al Còdex X) i Al·logenes (al Còdex XI), el text explica una visió que va tenir un personatge anomenat Zostrià, i enumera amb detall les emanacions que segons la cosmogonia gnòstica són produïdes per Déu. Alguns paràgrafs del text fan creure que els setians haurien desenvolupat diverses idees monistes. L'hauria conegut el cercle de Plotí durant l'últim terç del segle iii a Roma, ja que aquest va recomanar refutar l'Apocalipsi de Zostrià als seus estudiants. Per tant, el llibre és important per a la història del moviment Gnòstic i també per al Neoplatonisme. A més, el descobriment de textos paral·lels entre Zostrià i alguns comentaris de Mari Victorí semblen demostrar la relació entre el gnosticisme i el neoplatonisme, i que potser els dos autors van utilitzar una font comuna, relacionada amb el "Comentari anònim" al Parmènides de Plató, que s'atribueix a Porfiri.